# Graham Leggat
Pour les articles homonymes, voir Leggat.
Graham Leggat, né le 20 juin 1934, à Aberdeen, et mort le 29 août 2015, est un footballeur international puis entraîneur écossais. Il évolue au poste d'ailier droit et est principalement connu pour ses saisons à Aberdeen et à Fulham, avant d'avoir émigré au Canada.
Il compte 18 sélections pour 8 buts inscrits en équipe d'Écosse.

## Biographie

### Carrière en club
Natif d'Aberdeen, il passe professionnel avec le club de la ville, où il restera cinq saisons, remportant un titre de champion et une coupes de la Ligue. Transféré à Fulham en 1958 pour 16 000 £, où il forme une paire offensive redoutée avec le brillant capitaine de la sélection anglaise, Johnny Haynes. Il inscrit en trois minutes le triplé le plus rapide du championnat anglais, le 26 décembre 1963, lors d'une victoire 10-1 de Fulham contre Ipswich Town.
Après avoir fini sa carrière européenne à Birmingham City puis à Rotherham United et une expérience en amateur à Bromsgrove Rovers FC (en) ainsi qu'un passage comme assistant-entraîneur d'Aston Villa, il émigra au Canada comme joueur-entraîneur des Metros de Toronto, une équipe de la Ligue nord-américaine de football.
Il se reconvertit brillamment dans les médias, d'abord comme consultant sur Société Radio-Canada, débutant à l'occasion des épreuves de football des JO de 1976 à Montréal, puis comme consultant dans l'émission phare Soccer Saturday sur The Sports Network.

### Carrière internationale
Graham Leggat reçoit 18 sélections pour l'équipe d'Écosse (la première, le 14 avril 1956, pour un match nul 1-1, à l'Hampden Park de Glasgow, contre l'Angleterre en British Home Championship, la dernière le 5 juin 1960, pour un match nul 3-3, au Népstadion, contre la Hongrie en match amical). Il inscrit 8 buts lors de ses 18 sélections dont un dès sa première cape.
Il participe avec l'Écosse à la Coupe du monde 1958 et aux British Home Championships de 1956 à 1960.

#### Buts internationaux
| no | Date            | Lieu                       | Adversaire      | Évolution | Score final | Compétition               |
| -- | --------------- | -------------------------- | --------------- | --------- | ----------- | ------------------------- |
| 1  | 14 avril 1956   | Hampden Park, Glasgow      | Angleterre      | 1-0       | 1-1         | British Home Championship |
| 2  | 5 octobre 1957  | Windsor Park, Belfast      | Irlande du Nord | 1-1       | 1-1         | British Home Championship |
| 3  | 18 octobre 1958 | Ninian Park, Cardiff       | Pays de Galles  | 1-0       | 3-0         | British Home Championship |
| 4  | 6 mai 1959      | Hampden Park, Glasgow      | RFA             | 3-1       | 3-2         | Match amical              |
| 5  | 27 mai 1959     | Stade olympique, Amsterdam | Pays-Bas        | 2-1       | 2-1         | Match amical              |
| 6  | 3 octobre 1959  | Windsor Park, Belfast      | Irlande du Nord | 1-0       | 4-0         | British Home Championship |
| 7  | 4 novembre 1959 | Hampden Park, Glasgow      | Pays de Galles  | 1-1       | 1-1         | British Home Championship |
| 8  | 19 avril 1960   | Hampden Park, Glasgow      | Angleterre      | 1-0       | 1-1         | British Home Championship |

## Palmarès
- Aberdeen :
  - Champion d'Écosse en 1954-55
  - Vainqueur de la Coupe de la Ligue écossaise en 1956
  - Finaliste de la Coupe d'Écosse en 1954
- Fulham :
  - Vice-champion de D2 en 1958-59
- à titre personnel :
  - Introduction au Canadian Soccer Hall of Fame (en) en 2001